# Бертьє Давид Соломонович
Дави́д Соломо́нович Бертьє́ (справжнє прізвище Ліфшиць; 19 (31) травня 1882, Літин — 18 травня 1950, Київ) — український та російський диригент радянських часів, педагог та скрипаль; 1932 — заслужений професор УРСР, 1938 — заслужений діяч мистецтв УРСР.

## Життєпис
Його батько, Шлойме Ліфшиць, був комерсантом, купець 2-ї гільдії, володів мануфактурним магазином. Разом з дружиною, Дорою Ізраїлівною, виховали чотирьох дітей. В майбутньому Давид псевдоімом взяв ім'я сестри Берти.
Закінчив 1901 року Варшавський музичний інститут — по класу скрипки С. К. Барцевича, по тому в 1904 — Петербурзьку консерваторію — клас Л. Ауера, композиції вчився у М. А. Соколова.
З 1904 року працює артистом, пізніше — концертмейстером симфонічного оркестру Музично-історичного товариства ім. О. Д. Шереметєва в Петербурзі.
Виступав як соліст та в складі ансамблю, викладав в Петербурзькій народній консерваторії.
З 1918 року проживав у Києві; був концертмейстером й диригентом в Державному симфонічному оркестрі. По тому очолював струнний квартет філармонії, згодом викладав у Музично-драматичному інституті ім. М. В. Лисенка.
З 1920 року — викладач, з 1922 — професор Київської консерваторії. В 1924—1928 роках — проректор музичного інституту та музичного технікуму.
В 1934—1941 роках — диригент студентського оркестру Київської консерваторії. Виступав з сольними концертами, в ансамблях, у складі фортепіанного тріо з Григорієм Беклемішевим та Стефаном Вільконським. Серед його учнів — Ольга Пархоменко, Абрам Штерн, Вадим Стеценко, Олександр Кравчук, Олександр Вайсфельд.